# Bisdom Dumaguete
Het bisdom Dumaguete (Latijn: Dioecesis Dumaguete) is een rooms-katholiek bisdom met als zetel Dumaguete, op de Filipijnen. Het bisdom is suffragaan aan het aartsbisdom Cebu. 

## Geschiedenis
Het bisdom werd opgericht op 5 april 1955, uit delen van het bisdom Bacolod. Op 30 maart 1987 verloor het gebied bij de oprichting van het bisdom San Carlos. 

## Parochies
Het bisdom had in 2021 een oppervlakte van 4.956 km2 en telde 1.523.758 inwoners waarvan 88,4% rooms-katholiek was.

## Bisschoppen
- Epifanio Surban Belmonte (29 juli 1955 - 30 mei 1989)
  - Bienvenido Solon Tudtud (hulpbisschop: 5 februari 1968 - 17 februari 1971)
  - Onesimo Cadiz Gordoncillo (hulpbisschop: 14 maart 1974 - 3 juli 1976)
  - Salvador Trane Modesto (hulpbisschop: 28 december 1978 - 30 maart 1987)
- Angel Nacorda Lagdameo (30 mei 1989 - 11 maart 2000; coadjutor sinds 31 januari 1986)
- John Forrosuelo Du (21 april 2001 - 25 februari 2012)
- Julito Buhisan Cortes (28 september 2013 - heden)

## Galerij van afbeeldingen

Wapen van het bisdom
Bisschop Julito Buhisan Cortes (2013-heden)
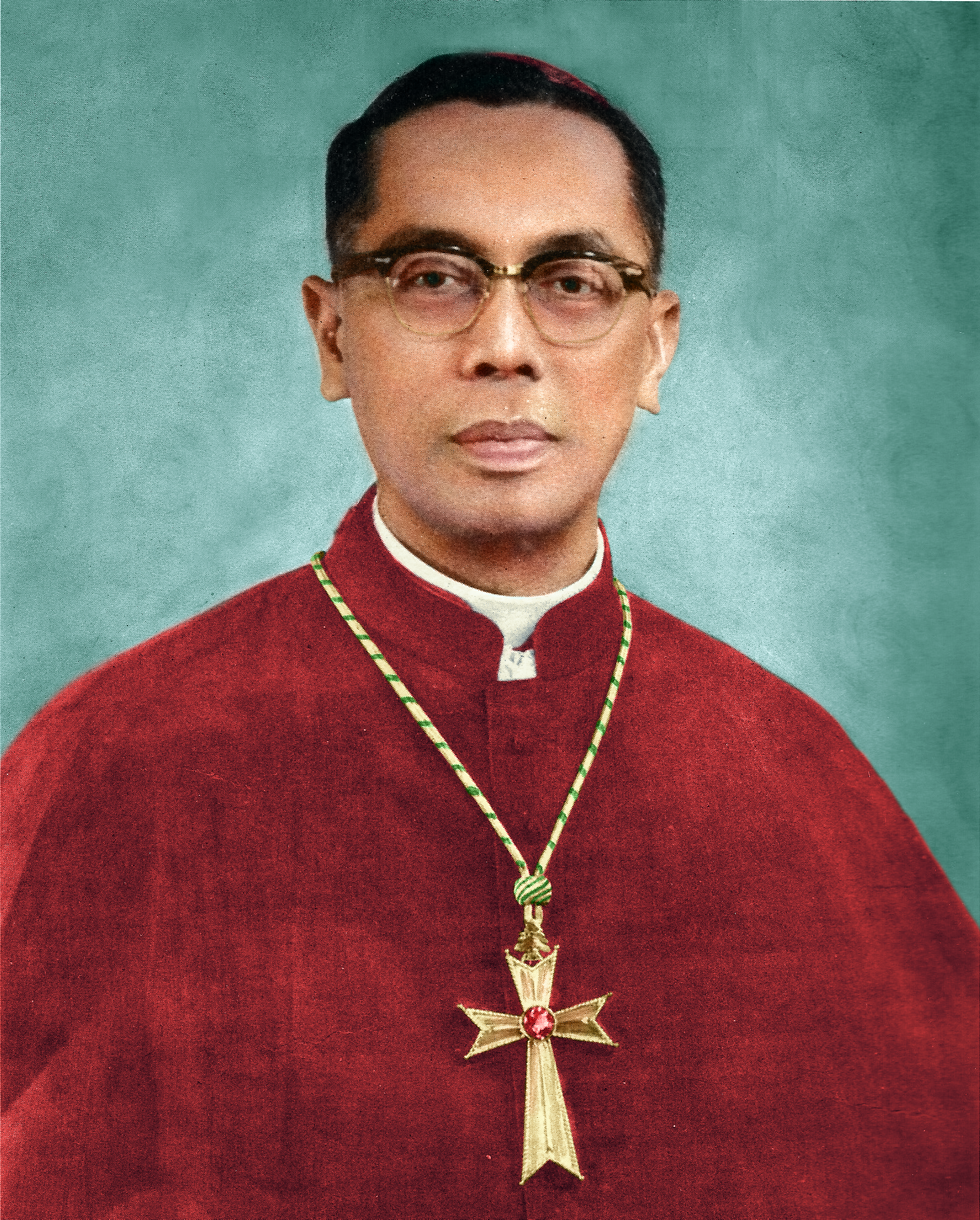
Bisschop Epifanio Surban Belmonte (1955-1989), de eerste bisschop)

Cebu (aartsbisdom) · Dumaguete · Maasin · Tagbilaran · Talibon